# Dacian
Dacian ist ein männlicher Vorname.

## Herkunft und Bedeutung
Der Name ist abgeleitet von Dacia, dem altrumänischen Namen für die Region des jetzigen Rumäniens und der Moldau. Die weibliche Form heißt Daciana.

## Bekannte Namensträgerinnen
- Dacian Cioloș (* 1969), rumänischer Agraringenieur und Politiker
- Dacian Varga (* 1984), rumänischer Fußballspieler